# Herbert West
Herbert West (* 22. November 1911 in Berlin; † 25. Dezember 1959) war ein FDGB-Funktionär. Er war Erster Sekretär der Kammer der Technik (KdT). 

## Leben
West, Sohn einer Arbeiterfamilie, besuchte die Volks- und Mittelschule, absolvierte eine Lehre zum Maschinenschlosser und war später im Beruf tätig. 1930 wurde er Mitglied des Deutschen Metallarbeiterverbandes, 1931 der SPD. 1932 trat er in die Schutzpolizei ein. Ab 1935 war er bei der Wehrmacht im technischen Verwaltungsdienst tätig und studierte Maschinenbau an der Heereswaffenmeisterschule in Berlin-Treptow. Von 1945 bis 1949 war West in sowjetischer Kriegsgefangenschaft und dort Mitglied eines Antifa-Komitees.
Im Juli 1949 kehrte er nach Deutschland zurück. Im selben Jahr wurde er Kandidat, 1952 Mitglied der SED. Zunächst war er als Ingenieur in der VVB Eisen Metall Kleinmachnow, ab November 1949 als Mitarbeiter, später als Leiter der Abteilung Arbeit und Soziales des FDGB-Landesvorstandes Brandenburg tätig. Von 1951 bis 1953 fungierte er als Vizepräsident der Landeshandwerkskammer Brandenburg, ab Juli 1951 als Geschäftsführer der Landeskammer Brandenburg. West war zeitweilig auch Mitglied des Sekretariats des FDGB-Landesvorstandes Brandenburg. Ab April 1952 leitete er die Hauptabteilung Organisation, ab 1953 die Hauptabteilung „Technischer Fortschritt“ in der Zentralleitung der KdT. Von November 1952 bis 1959 war er Erster Sekretär der KdT, von 1955 bis 1959 auch Mitglied des FDGB-Bundesvorstandes und seines Präsidiums.
West verstarb nach schwerer Krankheit.